# Chrysophyllum euryphyllum
Chrysophyllum euryphyllum – gatunek drzew należących do rodziny sączyńcowatych. Występuje na terenie Kolumbii.